# 尼氏拟珠目鱼
尼氏拟珠目鱼（学名：Scopelarchoides nicholsi）为珠目鱼科拟珠目鱼属的鱼类。分布于太平洋以及南海等海域，属于热带和亚热带深海鱼类，深度1-3294公尺，體長可達4.2公分，棲息在中層水域，生活習性不明。该物种的模式产地在热带太平洋。